# Östra Hungsvik
Östra Hungsvik är en bebyggelse utmed länsväg 175 öster om Glafsfjorden i Högeruds socken i Arvika kommun. Från 2015 till 2023 avgränsade SCB här en småort.